# Melina Matsoukas
Melina Matsoukas, née le 14 janvier 1981, est une réalisatrice américaine, principalement spécialisée dans les clips musicaux. Elle a reçu deux Grammy Award du meilleur clip pour We Found Love de Rihanna en 2013 et Formation de Beyoncé en 2017,.

## Biographie
Melina Matsoukas a des origines grecque, juive, jamaïcaine et cubaine. Son prénom et son nom de famille sont grecs : Μελίνα Ματσούκα. Elle est diplômée de l'American Film Institute et de l'université de New York. Sa thèse de fin d'étude portait sur les clips musicaux.

## Filmographie
Cette liste n'est pas exhaustive et est à compléter.
2006
- Dem Girls - Red Handed featuring Paul Wall & Scooby
- Go 'Head - Ali & Gipp featuring Chocolate Tai
- Need a Boss - Shareefa featuring Ludacris
- Cry No More - Shareefa
- Hey Hey - 216
- Money Maker - Ludacris featuring Pharrell Williams
- Dangerous - Ying Yang Twins featuring Wyclef Jean
- Help - Lloyd Banks featuring Keri Hilson

2007
- Because of You - Ne-Yo
- Green Light - Beyoncé
- Kitty Kat (coréalisé par Beyoncé Knowles) - Beyoncé
- Suga Mama (coréalisé par Beyoncé Knowles) - Beyoncé
- Upgrade U (coréalisé par Beyoncé Knowles) - Beyoncé featuring Jay-Z
- Tambourine - Eve featuring Swizz Beatz
- Do You - Ne-Yo
- Give It to You - Eve featuring Sean Paul
- Bleeding Love - Leona Lewis (version Royaume-Uni)
- Hold It Don't Drop It - Jennifer Lopez
- Sensual Seduction - Snoop Dogg
- How Do I Breathe - Mario

2008
- In My Arms - Kylie Minogue
- Wow - Kylie Minogue
- Modern World - Anouk
- Closer - Ne-Yo
- I Decided - Solange
- Just Dance - Lady Gaga featuring Colby O'Donis
- Energy - Keri Hilson
- Good Good - Ashanti
- Beautiful, Dirty, Rich - Lady Gaga
- Go Girl - Ciara featuring T-Pain
- Return The Favor - Keri Hilson featuring Timbaland
- Diva - Beyoncé
- Thinking of You - Katy Perry

2009
- I Will Be - Leona Lewis
- So Good - Electrik Red
- Not Fair - Lily Allen
- Sweet Dreams (I Am... Tour interlude video) - Beyoncé
- Touch My Hand - David Archuleta
- Work - Ciara featuring Missy Elliott
- I Look To You - Whitney Houston
- Million Dollar Bill - Whitney Houston
- Sex Therapy - Robin Thicke
- Never Knew I Needed - Ne-Yo
- Hard - Rihanna featuring Jeezy

2010
- Rude Boy - Rihanna
- Put It in a Love Song - Alicia Keys featuring Beyoncé
- Why Don't You Love Me (coréalisé par Beyoncé Knowles) - Beyoncé
- Rockstar 101 - Rihanna featuring Slash
- Gimmie Dat - Ciara

2011
- S&M (coréalisé par Rihanna) - Rihanna
- Move Your Body - Beyoncé
- I'm Into You - Jennifer Lopez featuring Lil Wayne
- We Found Love - Rihanna
- You Da One - Rihanna

2012
- Your body - Christina Aguilera
- Losing You - Solange
- Looking Hot - No Doubt

2013
- Pretty Hurts - Beyoncé

2016
- Formation - Beyoncé

### Série
- 2017 : Master of None (épisodes 7 et 8 de la saison 2)

### Long métrage
- 2020 : Queen and Slim[4]